# 桑科姆鎮區 (密蘇里州佩里縣)
桑科姆鎮區（英語：Cinque Homme Township）是位於美國密蘇里州佩里縣的一個行政鎮區。

## 地方資料
桑科姆鎮區的面積為144.00平方千米，當中陸地面積為143.86平方千米，而水域面積為0.14平方千米。根據2020年美國人口普查的數據，當地共有人口1476人，而人口密度為每平方千米10.25人。